# Odontomachus clarus
Odontomachus clarus es una especie de hormiga del género Odontomachus, familia Formicidae. Fue descrita científicamente por Roger en 1861.
Se distribuye por México, Panamá y Estados Unidos. Se ha encontrado a elevaciones de hasta 2188 metros. Habita en bosques de robles, pinos y enebros, también en matorrales y praderas.